# Aizlaid šaubas negaisam līdz
Aizlaid šaubas negaisam līdz – wydany w 1991 w formacie płyty winylowej, debiutancki album łotewskiej grupy Jauns Mēness.
Zawiera 10 utworów. Do najpopularniejszych utworów z albumu można zaliczyć balladę Piekūns skrien debesīs, która stał się jedną z najbardziej znanych piosenek zespołu wszech czasów i pozwoliło jej dostać Grand Prix na ważnych europejskich festiwalach w Sopocie '91 i Bregencji '91. Do utworu nakręcony został teledysk, który emitowany był również na antenie zagranicznych telewizji.
W roku 2001 album został ponownie wydany, tym razem w formacie CD, jako drugi dysk antologii Kopotie Ieraksti – utworów zebranych zespołu.